# Roman Homan
Roman Ignacy Dobromil Homan (ur. 2 sierpnia 1899 w Dobromilu, zm. ?) – kapitan piechoty Wojska Polskiego.

## Życiorys
Urodził się 2 sierpnia 1899 w Dobromilu. Przed 1914 we Lwowie był członkiem Związku Strzeleckiego. Po wybuchu I wojny światowej w 1914 był żołnierzem Legionu Wschodniego, a po rozwiązaniu tegoż w wieku 15 lat wstąpił do Legionów Polskich. Podczas walk odniósł rany. Uznany inwalidą wojennym otrzymał urlop w wymiarze 1,5 roku. Podczas wojny kształcił się w I Wyższym Gimnazjum Realnym im. Adama Mickiewicza we Lwowie, gdzie w roku szkolnym 1917/1918 był uczniem VIII klasy do 26 listopada 1917 i tego dnia zdał wojenny egzamin dojrzałości. Po maturze miał podjął studia prawnicze. W 1918 działał w Polskiej Organizacji Wojskowej. W szeregach POW uczestniczył w rozbrajaniu Niemców.
Po odzyskaniu przez Polskę niepodległości został przyjęty do Wojska Polskiego i w Dęblinie brał udział w organizowanego polskich jednostek: 4 pułku piechoty Legionów i 34 pułku piechoty. W szeregach 34 pułku piechoty walczył w wojnie polsko-bolszewickiej m.in. pod Brześciem, Kobryniem, Pińskiem. Ukończył szkołę podchorążych i w 1920 uczestniczył w wyprawie kijowskiej.
Został zweryfikowany w stopniu porucznika piechoty ze starszeństwem z dniem 1 czerwca 1919. W 1922 był oficerem 53 pułku piechoty w Stryju. Uchodził za zwolennika Józefa Piłsudskiego i obrońcę jego osoby wśród nieprzychylnych Marszałkowi środowisk żołnierskich. W czerwcu 1923 był oskarżony przed Wojskowym Sądem we Lwowie za to, że od września do listopada 1922 prowadził agitację lewicową wśród wojskowych 53 pułku, organizował oficerów i żołnierzy 53 pułku w porozumieniu ze Związkiem Strzeleckim w celu przeciwdziałania zamachowi faszystowskiego, ażeby w razie spodziewanej rewolucji faszystowskiej stanąć po stronie „Dziadka”. W tym okresie deklarował, że faszyści (głównie oficerowie z 13 pułku piechoty) mają 28 listopada 1922 dokonać zamachu stanu. W 1923, 1924 służył w 51 pułku piechoty w Brzeżanach. W 1928 był oficerem 86 pułku piechoty w Mołodecznie. Następnie awansowany na stopień kapitana piechoty ze starszeństwem z dniem 1 stycznia 1931. W latach 30. był oficerem 38 pułku piechoty Strzelców Lwowskich w Przemyślu. Pracował także w II oddziale sztabu Dowództwie Okręgu Korpusu Nr X w Przemyślu. Według stanu z marca 1939 był dowódcą 1 kompanii karabinów maszynowych w składzie I batalionu 38 pułku piechoty.
Będąc oficerem w Przemyślu w latach 30. uzyskał wsparcie finansowe z Ligie Morskiej i Kolonialnej na wyjazd do Ameryki Południowej i prowadzenie badań w dorzeczu Amazonki, gdzie planowano osiedlić kolonistów polskich. Jak przyznał, zainteresował się tym regionem poprzez konsula angielskiego i Niemca Augustina, korzystając wpierw z zasobów ich bibliotek. Dwukrotnie przebywał na kontynencie południowoamerykańskim, odwiedzając przede wszystkim Peru i Brazylię. Po powrocie z rocznej wyprawy tamże wraz z żoną w lipcu 1935 poinformował, że rząd peruwiański zadeklarował oddanie na rzecz polskich kolonii obszaru 0,5 ha w rejonie Iquitos. Po powrocie prowadził w mieście odczyty wraz z pokazem przeźroczy, a przywiezione przez niego okazy były demonstrowane publicznie. W środowisku miejskim w Przemyślu zyskał miano uczonego w sprawach przedstawianej przez siebie wiedzy. Wrażeniami z podróży dzielił się na łamach prasy ogólnopolskiej, udzielając wywiadów. Reportaże kpt. Homana ukazywały się w tygodniku ilustrowanym „Światowid”.
Swoje odczyty organizował głównie w obiektach wojskowych, zarówno w Przemyślu jak i na obszarze województwa lwowskiego. Dążył do kontaktów z wyższymi oficerami, był także zainteresowany tankietkami. Z uwagi na rodzące się wobec niego podejrzenia od 1937 był pod obserwacją Oddziału II.
Pomimo prowadzonej inwigilacji jego osoby pozostał na stanowisku wojskowym. Po wybuchu II wojny światowej w 1939 w czasie kampanii wrześniowej był dowódcą batalionu marszowego 38 pp. Podczas obrony Przemyśla dowodzony przez niego batalion obsadził przemyskie Zasanie. Dowódca obrony Przemyśla gen. bryg. Jan Chmurowicz polecił zorganizować wypad w celu zniszczenia niemieckiej baterii, która systematycznie ostrzeliwała miasto ze stanowisk ogniowych w rejonie Kosienic. Wypad, przeprowadzony w nocy z 11 na 12 września, zakończył się niepowodzeniem. Żołnierze po wyjściu na przedpole dostali się pod silny ogień karabinów maszynowych, który zmusił ich do powrotu. Generał Chmurowicz przypuszczał, że termin wyjścia wypadu został zdradzony przez kapitana Homana. Po wycofaniu załogi Przemyśla kpt. Homan pozostał na Zasaniu. Okazało się później, że był on niemieckim szpiegiem i podczas okupacji działał na szkodę Polaków.
Pod koniec października 1939 przebywał w Rzeszowie – według relacji Adama Winogrodzkiego w służbie Niemców z opaską NSDAP na ramieniu.
Istnieją rozbieżności co do jego dalszych losów. Według jednej wersji skazany na karę śmierci przez polskie podziemie i w 1944 miał zostać zastrzelony przez żołnierzy Armii Krajowej na dworcu w Jaśle. Zgodnie z inną wersją w 1945 został rozpoznany w Wieliczce, postawiony przed sądem Polowym, skazany na śmierć i rozstrzelany. Według innej wersji w kwietniu 1948 został aresztowany w Krakowie i za swoją zbrodniczą działalność został skazany na karę śmierci przez Sąd Wojenny w Wadowicach.

## Odznaczenia
- Krzyż Walecznych (przed 1923)[5][11][4]
- Medal Pamiątkowy za Wojnę 1918–1921
- Medal Dziesięciolecia Odzyskanej Niepodległości